# Рододендрон древовидный
Рододе́ндрон древовидный (лат. Rhododéndron arborescens) — листопадный кустарник, вид секции Pentanthera, подрода Pentanthera, рода Рододендрон (Rhododendron), семейства Вересковые (Ericaceae).
Используется в качестве декоративного садового растения.

## Распространение и экология
Распространён в восточной части Северной Америки — в Аппалачских горах от Пенсильвании до Джорджии и Алабамы. Растёт в долинах горных рек на высоте до 1600 метров над уровнем моря.

## Ботаническое описание

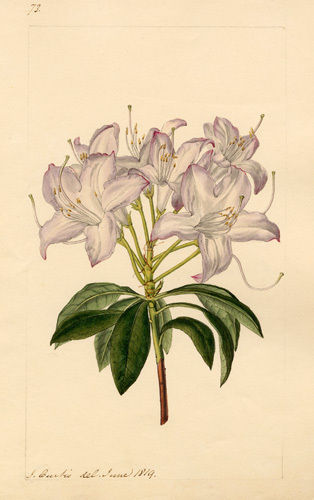
Ботаническая иллюстрация Rhododendron arborescens; John Curtis, 1819

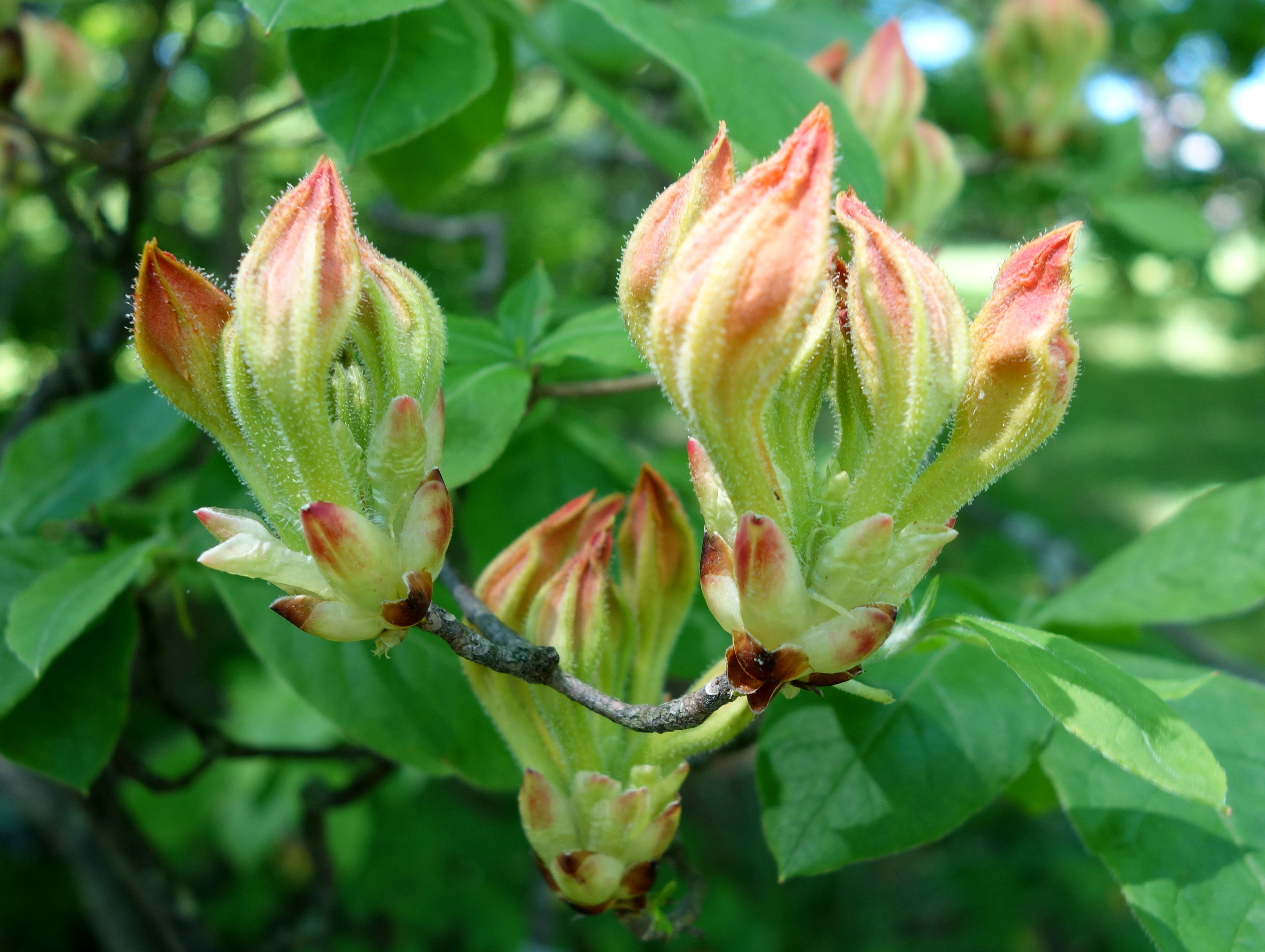
Рододендрон древовидный, бутоны

Листопадный прямостоячий кустарник высотой 2—3 м. Молодые побеги голые, часто покрыты тонким налётом. Годичный прирост 5—10 см.
Листья тонкие, от обратнояицевидных до продолговато-ланцетовидных, длиной 4—8 см, шириной 1,5—3,0 см, острые или туповатые с клиновидным основанием, по краю реснитчатые, сверху блестящие, ярко-зелёные, снизу сизовато-зелёные, осенью багряные или ярко-желтые с оранжевыми пятнами, с обеих сторон голые, но жилки иногда могут быть покрыты очень редкими волосками.
Черешки длиной 5—7 мм.
Цветки по 3—6, распускаются после полного развития листьев, воронковидные, шириной до 6 см, белые с розоватым оттенком, очень ароматные, снаружи железисто-жёстковолосистые, с цилиндрической, несколько расширенной кверху трубкой длиной 2,5—3,0 см. Тычинок 5, они намного длиннее венчика, нити их oт основания до середины опушены, в верхней части пурпурные. Завязь железисто-щетинистая с красноватыми желёзками. Столбик примерно одной длины с тычинками, обычно голый, в верхней части пурпурно-красный.
Плоды — коробочки, созревают в ноябре.

## В культуре
В культуре известен с 1818 года.
Выдерживает понижения температуры до −26 °С. Цветение в июле в течение месяца.
В ГБС с 1965 года. В 15 лет высота 50—80 см, диаметр кроны 75 см. Растёт быстро. Цветёт в июле, в среднем около 19 дней. Не плодоносит. Зимостойкость хорошая. Всхожесть семян 40—70 %. При обработке черенков стимуляторами корнеобразования укореняется около 86 %. Декоративен во время цветения и осенью. В условиях Нижегородской области зимостоек. В суровые зимы подмерзают концы побегов и цветочные почки. Семена вызревают.
Успешно выращивается в Финляндии в Арборетуме Мустила.